# آيت علي أوسو (كراندو)
آيت علي أوسو هو دُوَّار يقع بجماعة غرس تعلالين، إقليم ميدلت، جهة درعة تافيلالت في المملكة المغربية. ينتمي الدوّار لمشيخة كراندو التي تضم 16 دوار. يقدر عدد سكانه بـ 152 نسمة حسب الإحصاء الرسمي للسكان والسكنى لسنة 2004.

## وصلات خارجية
- البوابة الوطنية للجماعات الترابية
- المندوبية السامية للتخطيط